# Betamantis marginella
Betamantis marginella är en bönsyrseart som beskrevs av Carl Peter Thunberg 1815. Betamantis marginella ingår i släktet Betamantis och familjen Mantidae. Inga underarter finns listade i Catalogue of Life.